# Якурсо
Якурсо (итал. Jacurso) — коммуна в Италии, располагается в регионе Калабрия, подчиняется административному центру Катандзаро.
Население составляет 839 человек, плотность населения составляет 40 чел./км². Занимает площадь 21 км². Почтовый индекс — 88020. Телефонный код — 0968.
Покровителем населённого пункта считается Святой Себастьян. Праздник ежегодно празднуется 20 января.
Близлежащие населённые пункты: Кортале, Куринга, Филадельфия, Майда, Полия, Сан-Пьетро-а-Майда.